# Яковлев, Глеб Николаевич
Глеб Николаевич Яковлев — советский военный деятель, генерал-майор.

## Биография
Родился в 1901 году в Вологде. Член КПСС.
В РККА с 1920 года.
Участник гражданской войны.
Окончил Петроградскую Краснознаменную Военно-инженерную школу.
Участник боевых действий на реке Халхин-Гол, советско-финской войны.
Участник Великой Отечественной войны: начальник Отдела подготовки штабов, заместитель начальника штаба инженерных войск РККА / Советской армии
Указом Президиума Крайовой Рады Народовой ПНР от 21 мая 1946 года награждён Серебряным Крестом ордена Virtuti Militari
В отставке с 1958 года.
Умер в 1991 году в Москве.

## Награды
- Орден Ленина
- Орден Красного Знамени (трижды)
- Орден Богдана Хмельницкого II степени
- Орден Отечественной войны I степени (дважды)
- Орден Отечественной войны II степени